# Emile-René Lemonnier
Emile-René Lemonnier, francoski general, * 1893, † 1945.